# HGTV (Stati Uniti d'America)
HGTV è un'emittente televisiva statunitense di proprietà del gruppo Warner Bros. Discovery

## Storia
Kenneth W. Lowe (allora dirigente radiofonico di EW Scripps Company e, successivamente, amministratore delegato di Scripps Networks Interactive) ha immaginato il concetto di HGTV nel 1992. Grazie ad un modesto sostegno finanziario dal consiglio di amministrazione di EW Scripps, ha acquistato Cinetel, una piccola società di produzione video a Knoxville, come base e centro di produzione della nuova rete, fondando il canale in società con Susan Packard.
La Cinetel, che fu rinominata Scripps Productions, inizialmente trovò per il palinsesto del canale la produzione di oltre 30 programmi, ma di bassa qualità. L'organizzazione, perciò, ingaggiò l'ex dirigente televisivo della CBS Ed Spray, che ha implementato un sistema di produzione di programmi originali attraverso case di produzione indipendenti negli Stati Uniti.
Il canale fu lanciato il 1º dicembre 1994. I principali temi di programmazione, invariati sin dall'inizio, sono stati l'edilizia e il rimodellamento di case, l'abbellimento e il giardinaggio, la decorazione e il design e l'artigianato e gli hobby.

## Palinsesto
HGTV ha una programmazione costituita da programmi factual che trattano: case, design, architettura, giardini e lifestyle per un pubblico generalista.
Programmi televisivi
- Bahamas Life
- Bargain Mansions
- Beach Hunters
- Beachfront Bargain Hunt (Occasioni in riva al mare)
- Boise Boys
- Caribbean Life
- Celebrity I.O.U. (Fratelli in affari: SOS Celebrity)
- Color Spash
- Extreme Makeover: Home Edition
- Flipping 101 with Tarek El Moussa
- Flip or Flop (Una coppia in affari)
- Fixer Upper (Casa su misura)
- Generation Renovation: Lake House
- Good Bones (Donne in affari)
- Home Town
- Hot Mess House
- House Hunters
- House Hunters International
- House In A Hurry
- Island Life
- Lakefront Bargain Hunt
- Living Alaska
- Love It or List It
- Making It Home with Kortney and Dave
- Mediterranean Life
- Mexico Life
- My Lottery Dream Home (Ho vinto la casa alla lotteria)
- Mountain Mamas
- Property Brothers (Fratelli in affari)
- Property Brothers: Forever Home (Fratelli in affari: una casa è per sempre)
- Renovation Island
- Restored
- Stone House RevivaI
- Terrific Tiny Homes
- Unsellable Houses

Precedentemente in onda
- Hawaii Life
- Extreme Homes (Le case più estreme del mondo)
- Island Hunters (Mi compro un'isola)
- Listed Sisters (Gemelle in affari)
- Million Dollar Rooms (Stanze da sogno)
- Tiny Luxury (Minicase di lusso)
- Tiny House (Minicase)
- Tiny House Hunters (Vado a vivere... minicase)

## Loghi

1º dicembre 1994 - 1º marzo 2010
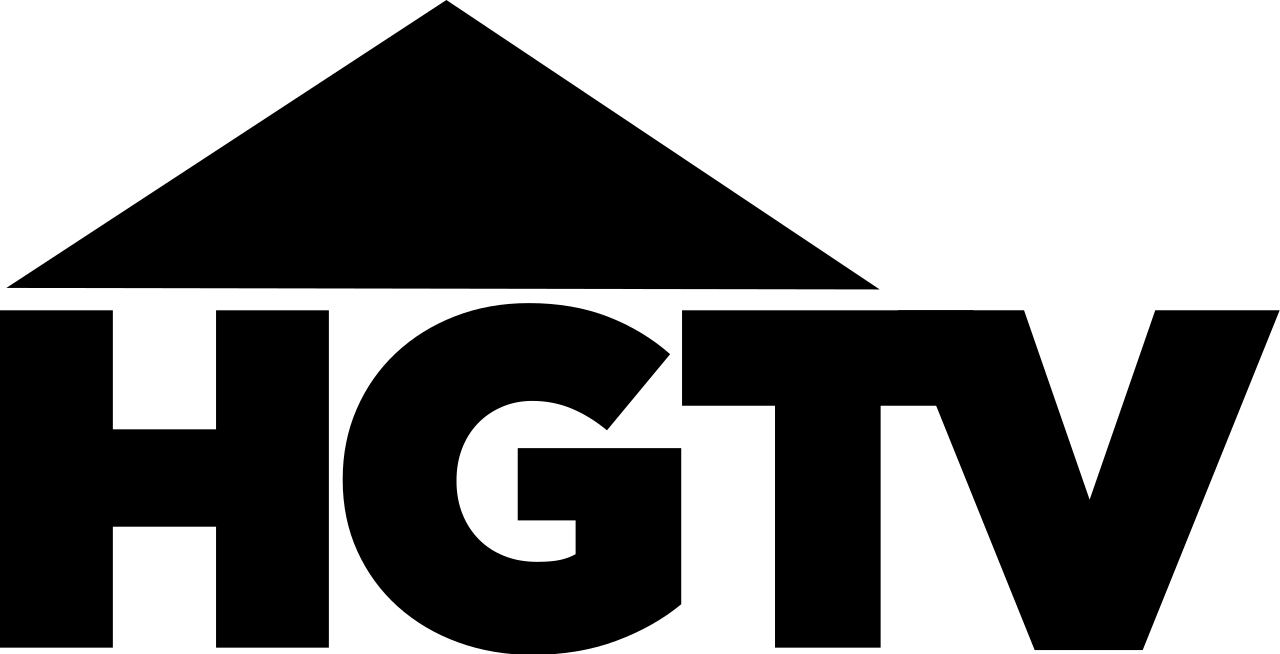
In uso dal 1º marzo 2010